# Velîka Blahovișcenka, Hornostaiivka
Velîka Blahovișcenka (în ucraineană Велика Благовіщенка) este localitatea de reședință a comunei Velîka Blahovișcenka din raionul Hornostaiivka, regiunea Herson, Ucraina.

## Demografie
Componența lingvistică a localității Velîka Blahovișcenka
     Ucraineană (91,85%)
     Rusă (4,89%)
     Română (1,63%)
     Belarusă (1,52%)
Conform recensământului din 2001, majoritatea populației localității Velîka Blahovișcenka era vorbitoare de ucraineană (91,85%), existând în minoritate și vorbitori de rusă (4,89%), română (1,63%) și belarusă (1,52%).